# الانتخابات الرئاسية التركمانستانية 2017
أجريت الانتخابات الرئاسية في تركمانستان يوم 12 فبراير 2017، وكانت هذه الانتخابات الرئاسية الخامسة في تركمانستان وقررت من سيكون رئيس البلاد للسنوات السبع القادمة. فاز قربانقلي بردي محمدوف بنسبة 97% من الأصوات، على غرار نتائج انتخابات عام 2012.

## الخلفية
في سبتمبر 2016، تم تغيير الدستور لإزالة حدود الولايات والحد العمري البالغ 70 سنة للمرشحين للرئاسة، فضلًا عن تمديد فترة الولاية الرئاسية من خمس سنوات إلى سبع سنوات.

## النظام الانتخابي
ينتخب رئيس تركمانستان باستخدام نظام الجولتين.